# Грами (Драгоманци)
Грами (на гръцки: Γραμμή) е праисторическо и антично селище край мъгленското село Драгоманци (Апсалос), Гърция, обитавано от неолита до късната римска епоха.
Селището е разположено североизточно от Драгоманци и датира от средния неолит (5800/5600 – 5400/5300 г. пр. Хр.). Принадлежи към разпръснатите широко селища и къщите му са от типа землянки – ями с размери до 5 X 4,20 m със стени направени от греди и клони. Разкрити са и две надземни купчинни къщи, както и два големи рова с дължина 13 m, ширина 8 m и дълбочина 5,30 m. Сред находките са предимно керамика, каменни и костени оръдия – остриета, брадви, пестици, воденични камъни – тежести за стан и други артефакти, свързани с тъчене, както и мъниста и гривни.
В 2012 година селището е обявено за защитен археологически паметник.